# Небесні створіння
«Небесні створіння» (англ. Heavenly creatures) — це драма 1994 року, знята Пітером Джексоном за сценарієм, який він написав разом з Френ Волш про сумнозвісну кримінальну справу Паркер-Халм 1954-го року в Крайстчерчі, Нова Зеландія.
У фільмі знімаються Мелані Лінскі та Кейт Вінслет у головних ролях. Основною лінією сюжету є важкі відносини між двома дівчатками-підлітками та наслідки їхньої симпатії одна до одної. Фільм містить в собі період від знайомлення дівчат у 1952 році до вбивства у 1954 році.
Фільм викликав значне схвалення критиків на 51-му Венеційському міжнародному кінофестивалі у 1994 році та став одним із найкращих фільмів року. Фільм також отримав Нагороду за Найкращий оригінальний сценарій.